# لوچانو پیگوتسی
لوچانو پیگوتسی (به ایتالیایی: Luciano Pigozzi) (زاده ۱۰ ژانویه ۱۹۲۷-درگذشته ۱۴ ژوئن ۲۰۰۸) بازیگر ایتالیایی بود.
از فیلم‌های معروف او می‌توان به بازی در دختران اس‌اس، هفت بی‌غیرت ارجمند، دختر اهل بولونیا، سوبروله… دختر اهل رومانیولا، لیبیدو، تیشه‌ای برای ماه عسل، آره که میشه رفیق، تسخیرناپذیران، مجلس‌گردان خون‌آشام است، آقای هرکول، تمامی رنگ‌های تاریکی، دلیل آن قطره‌های عجیب خون روی بدن جنیفر چیست؟ و شلاق و بدن اشاره کرد.